# Бабаев, Рахиб Джамаледдинович
Рахиб Джамаледдинович Бабаев (род. 12 января 1983) — российский дзюдоист, бронзовый призёр чемпионата России в абсолютной весовой категории, мастер спорта России. Бронзовый призёр чемпионата России среди юниоров 2002 года (Пермь), чемпион (2003 года) и призёр (2004 года) чемпионатов России среди молодёжи. Выступал в полутяжёлой весовой категории (до 100 кг).

## Спортивные результаты
- Чемпионат России по дзюдо 2004 года — .